# 羊山十一郎
羊山 十一郎（ひつじやま じゅういちろう）は、日本の小説家。ライトノベル作家。

## 経歴・人物
2017年1月、投稿作「レイヤード・ワールド」がジャンプ小説新人賞'16 Summer「小説テーマ部門」で銅賞を受賞した後、同年8月「breakroid!」で同賞'17 Spring小説「フリー部門」で銀賞を受賞。それにより集英社から『かぐや様は告らせたい 小説版 秀知院学園七不思議』を上梓し、作家デビューした。2018年には投稿作「PUFF -世界最古の職業を異世界で-」が第22回星海社FICTIONS新人賞を受賞。同作に改題改稿を施し星海社から刊行している。

## 作品リスト

### 単行本
集英社
- 『かぐや様は告らせたい 小説版 秀知院学園七不思議』（原作/赤坂アカ、JUMP j BOOKS、2018年9月）
- 『映画ノベライズ かぐや様は告らせたい 天才たちの恋愛頭脳戦』（原作/赤坂アカ、映画脚本/徳永友一、集英社オレンジ文庫、2019年9月）
- 『映画ノベライズ かぐや様は告らせたい 天才たちの恋愛頭脳戦 ファイナル』（原作/赤坂アカ、映画脚本/徳永友一、集英社オレンジ文庫、2021年8月）
- 『かぐや様は告らせたい 小説版 ～天才たちの恋愛人狼戦』（原作/赤坂アカ、JUMP j BOOKS、2023年11月）

星海社
- 『PUFF パイは異世界を救う』（星海社FICTIONS、2018年10月）
- 『PUFF 2 墜落ラビット・ピロートーク』（星海社FICTIONS、2019年4月）
- 『PUFF 3 崩落ドラゴン・ベリーダンス』（星海社FICTIONS、2021年4月）

### アンソロジー収録作品
- 「年収チェッカー」 - 『5分で読める驚愕のラストの物語』（JUMP j BOOKS、2021年4月）収録

### 漫画脚本
- 魔少年ビーティー（原案：荒木飛呂彦、コンテ構成：雀村アオ、作画：松谷祐汰、『最強ジャンプ』2024年4月号[3]）